# Judith Gutiérrez
Judith Gutiérrez Moscoso (Babahoyo, Ecuador, 1927 - Guadalajara, México 1 de marzo de 2003) fue una pintora ecuatoriana que vivió y trabajó en Ecuador y México. Junto con otras artistas femeninas, formó parte de la Escuela de Artes Plásticas Contemporáneas de Guayaquil (Escuela de Artes Plásticas Contemporáneas) y participó activamente en grupos militantes como la Unión de Mujeres de Guayas (Unión de Mujeres del Guayas), un precursor de las organizaciones feministas ecuatorianas.
En 1964, después de las primeras exposiciones individuales de Gutiérrez en galerías ecuatorianas como la Casa de la Cultura Benjamín Carrión en Quito, su segundo marido, el escritor Miguel Donoso Pareja, fue capturado junto con otros intelectuales por el régimen militar de Ecuador.  Ella lo acompañó a México cuando el régimen lo expulsó a dicho país, y permaneció allí durante largos períodos de su carrera.
En 1982, Gutiérrez fue invitada por el gobierno ecuatoriano a exhibir algunas de sus pinturas en el Museo Nacional del Banco Central del Ecuador. Esta fue su primera muestra importante después de su regreso a Ecuador.
Gutiérrez murió en Guadalajara, Jalisco, México de un ataque al corazón.

## Educación y vida tempranas
Gutiérrez nació en 1927 en Babahoyo, Ecuador y se crio en el seno de la fe católica. A temprana edad, su padre, que era marinero y agricultor, la envió a un convento en la ciudad andina de Riobamba, a 30 km de la base del volcán Chimborazo. El crítico de arte ecuatoriano Juan Hadatty Saltos argumentó que dicho trasfondo religioso, junto con los colores y las imágenes del campo donde pasó su infancia, influyó en gran medida en su estilo de pintura.

## Influencias
Estudió en la Escuela de Bellas Artes de Guayaquil, Ecuador, donde su profesor más influyente fue César Andrade Faini, con el que según los estudiosos que escribieron después de su muerte también había establecido una «gran amistad». Sus estudios con Faini, que tuvieron lugar después del final de su primer matrimonio, llevaron a una serie de exposiciones iniciales tanto en Guayaquil como en Quito.
Gutiérrez trabajó dentro de una escuela descrita por El Universo como «primitivista moderno», rechazando las formas europeas en favor de las naturales y esenciales. Las formas naturales y los temas cristianos en su trabajo se intensificarían al mudarse a México y acabaron convirtiéndose en uno de los motivos principales de su carrera, como ejemplifican los Paraísos, pinturas de jardines similares a los de Edén con grupos de figuras desnudas.

## Trabajos importantes
Junto con las series Paraíso y Nocturno, algunas de las otras obras importantes de Gutiérrez son Recuerdo del artista de la bailarina, Libro para ciegos y El Cristo de Santa Elena. 
Gutiérrez trabajó en múltiples medios, incluyendo pintura, escultura, gráficos, decorativos e instalación aplicada. También hizo títeres, disfraces y escenarios para espectáculos de títeres. Gutiérrez era conocida por su ingeniosa composición de figuras, incorporando símbolos, escenas místicas y algunas características bizantinas ("Bizantino Tropical", como una vez sugirió un crítico de arte): la naturaleza, los hombres, las mujeres y el cosmos son todos ellos componentes generales de sus trabajos.
El crítico Jorge Dávila Vásquez dijo que su trabajo mostraba «el primitivismo de esos encuentros furtivos del hombre con los pequeños demonios de su infancia, alimentados por el imaginario religioso cristiano».

## Exposiciones
Gutiérrez realizó numerosas exposiciones individuales y está representada en muchas galerías y museos de Nueva York, Los Ángeles, Chicago, Pasadena, Washington, Gran Bretaña, Osaka, Guayaquil, Quito, Ciudad de México, Munich, La Habana, Guadalajara, Monterrey, Panamá y São Paulo.

### Exposiciones Individuales seleccionadas
- 1963-Escuela de Bellas Artes, Guayaquil, Ecuador
- 1963-Casa de la Cultura, Núcleo del Guayas, Guayaquil
- 1964-Casa de la Cultura, Núcleo de los Ríos, Babahoyo, Ecuador
- 1964-Casa de la Cultura, Quito, Ecuador
- 1965-Galería Pecanins, Ciudad de México
- 1966-Galería Pecanins, Ciudad de México
- 1966-Galería de Ruta 66, Guadalajara, Jalisco, México
- 1967-Galería Pecanins, Ciudad de México
- 1968-Galería Pecanins, Ciudad de México
- 1969-La Galería, Ajijic, Jalisco, México
- 1969-Galería Pecanins, Ciudad de México
- 1970-Galería Lepe, Puerto Vallarta, Jalisco, México
- 1971-Galería Lepe, Puerto Vallarta, Jalisco, México
- 1971-Centro Deportivo Israelita, Ciudad de México
- 1973-Galería Lepe, Puerto Vallarta, Jalisco, México
- 1974-Galería del Bosque, Casa del Lago, Ciudad de México
- 1975-Un Pequeño Rincón de Arte, Ciudad de México
- 1975-Casa del Lago-UNAM, Ciudad de México
- 1976-Polyforum Cultura Siqueiros, Ciudad de México
- 1976-Casa del Lago, Ciudad de México
- 1977-Galería Arvil, Ciudad de México
- 1979-Museo de Arte Carrillo Gil, Ciudad de México
- 1980-Galería Míro, Monterrey, México
- 1982-Museo Antropológico y Pinacoteca del Banco Central, Guayaquil Ecuador
- 1982-Museo Banco Central, Cuenca, Ecuador
- 1982-Museo Camilo Egas, Quito, Ecuador
- 1983-Galería Madeleine Hollander, Guayaquil, Ecuador
- 1984-La Galería, Quito, Ecuador
- 1984-Galería La Manzana Verde, Guayaquil, Ecuador
- 1985-Galería La Manzana Verde, Guayaquil, Ecuador
- 1986-Museo de Arte Contemporáneo, Pánama
- 1989-Lizardi/Galería de Arpa, Pasadena, California, EE. UU.
- 1989-Museo Antropológico y Pinacoteca del Banco Central, Guayaquil, Ecuador
- 1990-Lizardi/Galería de Arpa, Pasadena, California, EE. UU.
- 1991-Galería Expresiones, Guayaquil, Ecuador
- 1992-Galería Arte Acá, Guadalajara, Jalisco, México
- 1993-Galería Arte Real Mexicano, Monterrey, México
- 1994-Museo del Banco del Pacífico, Guayaquil, Ecuador
- 1996-Arte de Oaxaca, México
- 1996-Casa de la Cultura de Juchitán, Oaxaca, México
- 1997-Galería Arte Real Mexicano, Monterrey, México
- 1998-La Galería, Quito, Ecuador
- 1999-Museo Municipal de Arte Moderno, Cuenca, Ecuador
- 2000-Galería Arte Real Mexicano, Monterrey, México
- 2001-Instituto Cultura Cabañas, Guadalajara, Jalisco, México
- 2001-Museo Metropolitano de Monterrey, Monterrey, México
- 2005-"Alquimista de Color", Museo de Raúl Anguiano, Guadalajara, Jalisco, México
- 2006-2007-Alquimista del Color, Museo Antropológico y de Arte Contemporáneo (MAAC), Guayaquil, Ecuador
- 2007-Alquimista del Color, Museo Bahía de Caráquez, Ecuador

### Exposiciones de Grupo selectivo
- 1962-Casa de la Cultura, Núcleo de Los Ríos, Babahoyo, Ecuador
- 1963-Casa de la Cultura, Quito, Ecuador
- 1963-Casa de la Cultura, Núcleo del Guayas, Guayaquil, Ecuador
- 1970-Movimiento de Editores, Ciudad de México
- 1971-Sala de Cabildo de Tepoztlán, México
- 1971-Galería Misrachi, Ciudad de México
- 1972-Museo Latinoamericano, Nueva York, NY, EE. UU.
- 1972-Centro de Arte Moderno, Tepoztlán, México
- 1972-La Empresa de Ojo, Chicago, IL, EE. UU.
- 1973-Hugh Airea Al oeste, Guadalajara, Jalisco, México
- 1974-Museo del Valle de Bravo, Ciudad de México
- 1975-La Mujer en La Plástica, INBA
- 1975-Polyforum Cultural Siqueiros, Ciudad de México
- 1976-16 Artistas de La Plástica Real, Conservatorio Nacional de Música y Banco de Comercio, Ciudad de México
- 1976-Galería Pro Arte (Arte Presencia, Movimiento Nacional de Mujeres)
- 1977-Mujer, imagen y voz, Museo de la Ciudad de México
- 1978-Actualidad gráfica panorama artístico, Washington D. C., EE. UU.
- 1978-Museo Bellas Artes de Caracas, Venezuela
- 1979-Museo de Arte Moderno, Ciudad de México
- 1979-Congreso Mundial de Sexología, Ciudad de México
- 1981-Bienal Internacional de Arte, São Paulo, Brasil
- Expo de 1981 #Arte Centro de Convención Del oeste, Los Ángeles, CA, EE. UU.
- 1981-Künstlerhaus Bethanien, Múnich, Alemania.
- 1982-Franklin Furnace Archivo, Nueva York, NY, EE. UU.
- 1983-35 Mujers, Museo de Arte Carillo Gil, Ciudad de México
- 1984-2.ª Bienal de La Habana, Cuba
- 1990-Universitario de Galería de Estudios Creativos, Universidad de California, Berkeley, CA, EE. UU.
- 1991-III Bienal de Cuenca, Cuenca, Ecuador
- 1992-Expo Arte Guadalajara, Ciudad de México
- 1994-Expo Arte Guadalajara, Ciudad de México
- 1995-Galería Alejandro Gallo, Guadalajara, México
- 1995-Museo Wifredo Lam, La Habana, Cuba
- 1995-Galería Óscar Román, Ciudad de México
- 1995-Perfiles Gráficos, Consejo de Artes de Noroeste Cercano Galería, Chicago, Illinois, EE. UU.
- 1995-La Caba, Ajijic, Jalisco, México
- 1995-4 Artistas de Latinoamérica, Museo de Centro de Bellas artes mexicano, Chicago, Illinois, EE. UU.
- 1997-Expo Arte, Guadalajara, México
- 1997-Museo de las Artes, Universidad de Guadalajara, México
- 1997- Trienal de Osaka, Osaka, Japón
- 1997-Intercambio de grabadores de Bristol y Guadalajara, El Bristol Museo de Ciudad y galería de Arte, Gran Bretaña
- 1997-Arcángeles en la tradición latinoamericana: interpretaciones contemporáneas, Museo de Arte latinoamericano, Playa Larga, CA, EE. UU.
- 1999-Del desencanto a la armonía, Museo del Centenario, Monterrey, México
- 1999-Haus Der Kunst, Guadalajara, México
- 1999-Día de muertos, Haus Der Kunst, Guadalajara, México
- 2000-Galería Topor, Guadalajara, México
- 2000-Museo El Centenario, Monterrey, México
- 2001-Arte Objeto, La Mandrágora, Guadalajara, México
- 2001-Arte en piedra, Instituto Cultural Cabañas, Guadalajara, México
- 2011-2012-El Bueno, el Malo, el Feo?: Trabajos de MOLAA Colección Permanente, Museo de Arte latinoamericano, Playa Larga, CA EE. UU.
- 2013-Naturaleza Interrumpida, Museo de Arte latinoamericano, Playa Larga, CA, EE. UU.

## Otras lecturas
Gutiérrez, Judith (1993). Judith Gutiérrez: del suspiro. Monterrey: Arte Actual Mexicano.
Gutiérrez, Judith (2001). Retorno a los sueños. Monterrey: Museo Metropolitano del Monterrey.
Gutiérrez, Judith (1982). Judith Gutiérrez: el paraíso y otras estancias: pinturas, tapices, libros de artista, instalación. Banco Central del Ecuador.